# Zhang Yuxuan
Zhang Yuxuan 张宇璇 (Tientsin, 19 agosto 1994) è una tennista cinese inattiva dal 2020.

## Carriera
La Zhang ha ricevuto una wildcard per partecipare al singolare femminile degli Australian Open 2013 dopo aver vinto gli Asia Pacific Wildcard Playoff.

## Statistiche ITF

### Singolare

#### Vittorie (5)
| Torneo $100.000 (0) |
| Torneo $80.000 (0)  |
| Torneo $75.000 (0)  |
| Torneo $60.000 (0)  |
| Torneo $50.000 (2)  |
| Torneo $25.000 (2)  |
| Torneo $15.000 (0)  |
| Torneo $10.000 (1)  |

| N. | Data             | Torneo                                           | Superficie | Avversaria in finale | Punteggio        |
| 1. | 9 settembre 2012 | ITF Women's Circuit Yeongwol, Contea di Yeongwol | Cemento    | Wen Xin              | 7–6(2), 3–6, 6–3 |
| 2. | 27 aprile 2013   | ITF Women's Circuit Wenshan, Wenshan             | Cemento    | Wang Qiang           | 1–6, 7–6(4), 6–2 |
| 3. | 18 maggio 2015   | Wuhan World Tennis Tour, Wuhan                   | Cemento    | Liu Chang            | 6-4, 6-0         |
| 4. | 3 giugno 2018    | Luzhou Open, Luzhou                              | Cemento    | Gai Ao               | 6-2, 6-0         |
| 5. | 8 luglio 2018    | ITF Women's Circuit Naiman, Bandiera di Naiman   | Cemento    | Xun Fangying         | 6-3, 6-2         |

### Doppio

#### Vittorie (1)
| Torneo $100.000 (0) |
| Torneo $80.000 (0)  |
| Torneo $75.000 (0)  |
| Torneo $60.000 (0)  |
| Torneo $50.000 (1)  |
| Torneo $25.000 (0)  |
| Torneo $15.000 (0)  |
| Torneo $10.000 (0)  |

| N. | Data            | Torneo                     | Superficie | Compagna      | Avversarie in finale  | Punteggio   |
| 1. | 19 ottobre 2015 | Suzhou Ladies Open, Suzhou | Cemento    | Yang Zhaoxuan | Tian Ran Zhang Kailin | 7-6(4), 6-2 |

## Risultati in progressione
| Sigla | Risultato               |
| ----- | ----------------------- |
| V     | Vincitore               |
| F     | Finalista               |
| SF    | Semifinalista           |
| O     | Oro olimpico            |
| A     | Argento olimpico        |
| SF    | Bronzo olimpico         |
| QF    | Quarti di Finale        |
| 4T    | Quarto turno            |
| 3T    | Terzo turno             |
| 2T    | Secondo turno           |
| 1T    | Primo turno             |
| RR    | Round Robin             |
| LQ    | Turno di qualificazione |
| A     | Assente                 |
| ND    | Non disputato           |

| Legenda superfici    |
| -------------------- |
| Cemento              |
| Terra battuta        |
| Erba                 |
| Superficie variabile |

### Singolare nei tornei del Grande Slam
| Torneo          | 2013 | 2014 |
| --------------- | ---- | ---- |
| Australian Open | 1T   | A    |
| Open di Francia | A    | A    |
| Wimbledon       | A    | A    |
| US Open         | A    | A    |

### Doppio nei tornei del Grande Slam
Nessuna partecipazione

### Doppio misto nei tornei del Grande Slam
Nessuna partecipazione